# Cale (Arkansas)
Cale es un pueblo ubicado en el condado de Nevada en el estado estadounidense de Arkansas. En el Censo de 2010 tenía una población de 79 habitantes y una densidad poblacional de 28,51 personas por km².

## Geografía
Cale se encuentra ubicado en las coordenadas 33°37′41″N 93°14′9″O / 33.62806, -93.23583. Según la Oficina del Censo de los Estados Unidos, Cale tiene una superficie total de 2.77 km², de la cual 2.52 km² corresponden a tierra firme y (8.97%) 0.25 km² es agua.

## Demografía
Según el censo de 2010, había 79 personas residiendo en Cale. La densidad de población era de 28,51 hab./km². De los 79 habitantes, Cale estaba compuesto por el 94.94% blancos, el 5.06% eran afroamericanos, el 0% eran amerindios, el 0% eran asiáticos, el 0% eran isleños del Pacífico, el 0% eran de otras razas y el 0% pertenecían a dos o más razas. Del total de la población el 0% eran hispanos o latinos de cualquier raza.